# 林星賡
林星賡（1849年—？），福建福州府閩縣（今福建省福州市）人，清朝政治人物、同進士出身。
同治四年，鄉試中舉。同治十三年，登進士，分部學習。光緒十五年，任直隸司主稿。光緒十七年，任刑部江西司主事、刑部陝西司員外郎。光緒二十年，任刑部浙江司郎中。光緒二十三年，俸滿截取保送繁缺知府。后交軍機處記名以道府用。